# Jordmyror
Jordmyror (Lasius) är ett släkte av myror som ingår i familjen myror. Släktet består av cirka 80 arter och kallas för jordmyror på grund av att det är det material de föredrar att bosätta sig i. Släktet omfattar ungefär 80 arter.

## Beskrivning
Släktet påminner om stormyror, och skiljs säkrast på antennernas utformning (kräver lupp). Dess arbetare och hanar är även mindre än hos stormyrorna. Beroende på art varierar arbetarna mellan 2,5 och 4 mm, hanarna mellan 3 och 4,5 mm, och drottningarna mellan 4 och 9 mm. Hanarna är mörkbruna till nästan svarta, och de större arbetarna är ofta även de mörkbruna till nästan svarta, medan övriga arbetare ofta är gulaktiga till brunaktiga.

## Utbredning
Släktet förekommer i de tempererade delarna av Palearktis och Nearktis. Det innehåller ungefär 80 arter totalt, av vilka 24 finns i Mellan- och Nordeuropa, och 14 i Norden.

## Ekologi
Arterna är nattaktiva och finns i habitat som skogar och gräsmarker, gärna i områden med viss fuktighet. Bona förläggs i ruttnande trä, under stenar eller underjordiskt. Det är vanligt att arterna lever i symbios med rotlevande bladlöss; myrorna lever av bladlössens honungsdagg, och ger i gengäld bladlössen skydd. Myrorna kan även äta nektar, medan de arter som inte lever i symbios med bladlöss tar döda insekter och as. De flesta av arterna är relativt fridsamma mot människor; de biter inte om de blir störda, utan tar istället till flykten.

## Artlista
Detta är en alfabetisk lista över arterna i släktet, med svenska trivialnamn när sådana förekommer.
- Lasius alienoflavus
- hedjordmyra (Lasius alienus)
- Lasius atopus
- Lasius balcanicus
- stubbjordmyra (Lasius bicornis)
- Lasius breviscapus
- brun trämyra (Lasius brunneus)
- Lasius buccatus
- Lasius capitatus
- citronjordmyra (Lasius carniolicus)
- Lasius chambonensis
- Lasius cinereus
- Lasius citrinus
- Lasius coloratus
- Lasius crinitus
- Lasius crispus
- Lasius crypticus
- Lasius distinguendus
- Lasius draco
- Lasius emarginatus
- Lasius epicentrus
- Lasius escamole
- Lasius exulans
- Lasius fallax
- Lasius flavescens
- Lasius flavoniger
- gul tuvmyra (Lasius flavus)
- blanksvart trämyra (Lasius fuliginosus)
- Lasius gebaueri
- Lasius globularis
- Lasius grandis
- Lasius hayashi
- Lasius hikosanus
- Lasius himalayanus
- Lasius hirsutus
- Lasius humilis
- Lasius japonicus
- Lasius jensi
- Lasius karpinisi
- Lasius koreanus
- Lasius lasioides
- Lasius lawarai
- Lasius longaevus
- Lasius longipennis
- Lasius magnus
- kustjordmyra (Lasius meridionalis)
- Lasius mikir
- Lasius minutulus
- Lasius minutus
- vinterjordmyra (Lasius mixtus)
- Lasius monticola
- Lasius morisitai
- Lasius myops
- Lasius nearcticus
- Lasius nemorivagus
- Lasius neoniger
- Lasius nevadensis
- trädgårdsmyra (Lasius niger)
- Lasius nigrescens
- Lasius obliteratus
- Lasius oblongus
- Lasius obscuratus
- Lasius obscurus
- Lasius occultatus
- Lasius pallitarsis
- kalkjordmyra (Lasius paralienus)
- Lasius peritulus
- Lasius piliferus
- skogsjordmyra (Lasius platythorax)
- Lasius productus
- Lasius przewalskii
- sandjordmyra (Lasius psammophilus)
- Lasius pumilus
- Lasius rabaudi
- Lasius redtenbacheri
- Lasius reginae
- Lasius rubiginosus
- höstjordmyra (Lasius sabularum)
- Lasius sakagamii
- Lasius schaeferi
- Lasius schiefferdeckeri
- Lasius schulzi
- Lasius sitiens
- Lasius sonobei
- Lasius spathepus
- Lasius speculiventris
- Lasius subumbratus
- Lasius talpa
- Lasius tebessae
- Lasius teranishii
- Lasius terreus
- Lasius tertiarius
- Lasius turcicus
- ängsjordmyra (Lasius umbratus)
- Lasius uzbeki
- Lasius vestitus
- Lasius vetulus
- Lasius viehmeyeri
- Lasius wittmeri
- Lasius xerophilus

## Bildgalleri

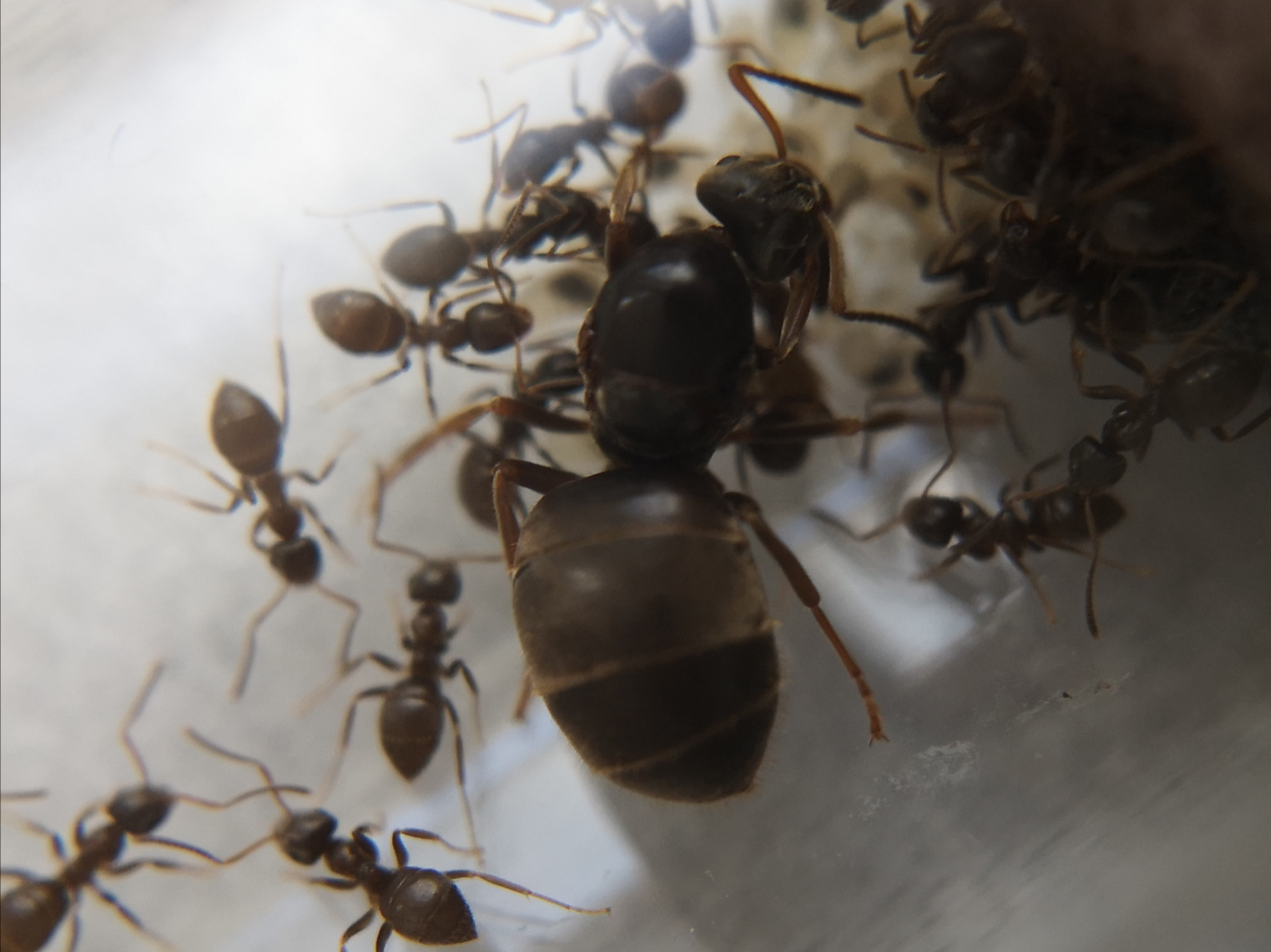
Bo av trädgårdsmyra.
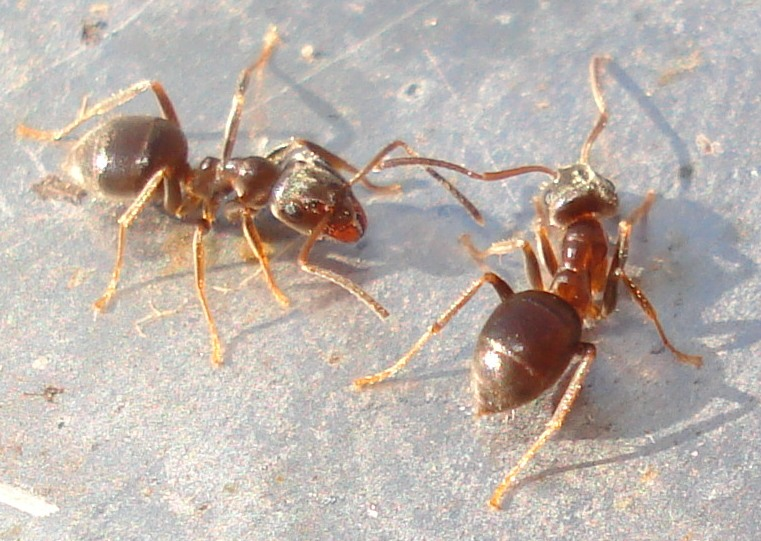
Hedjordmyra.
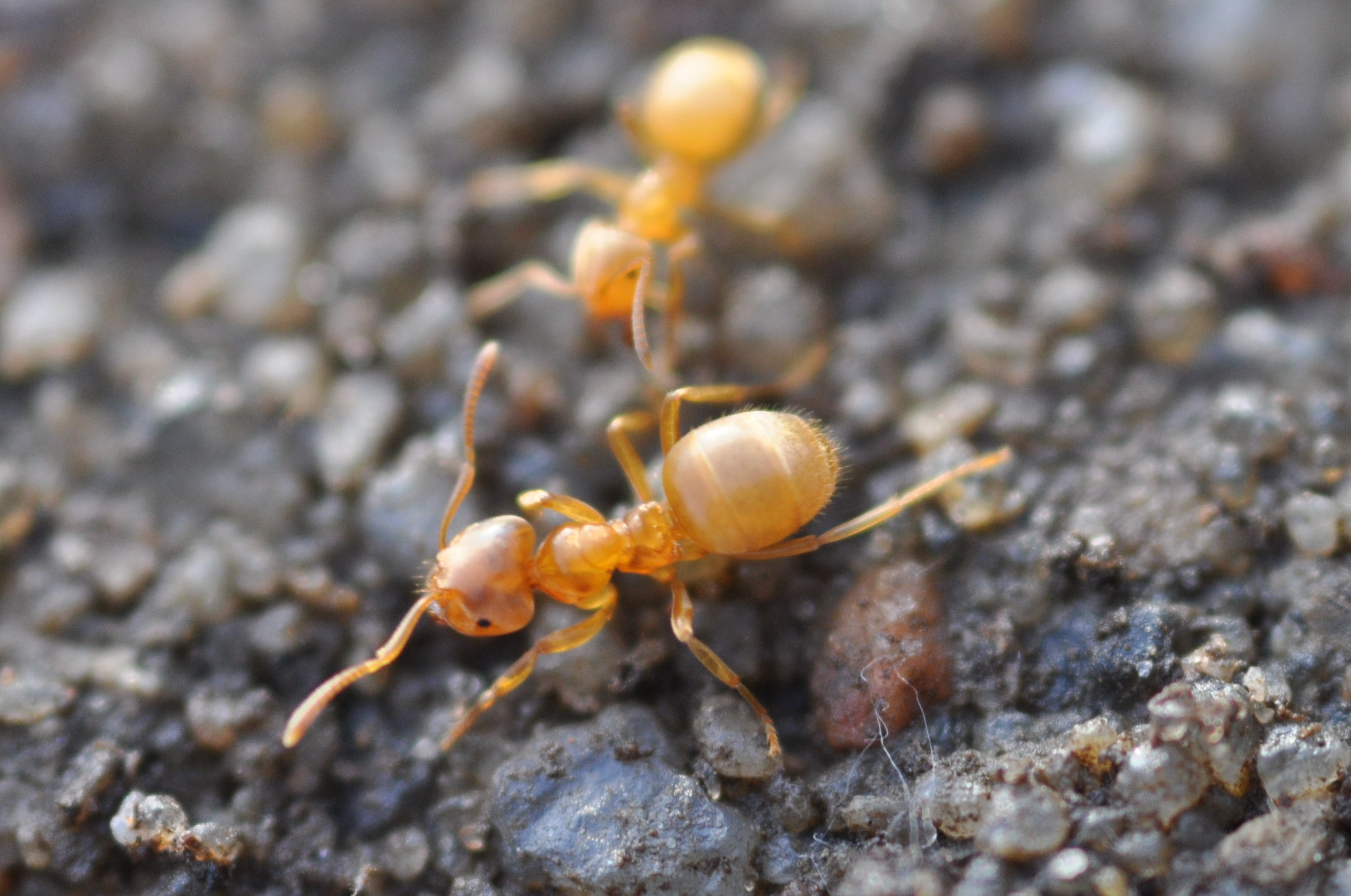
Gul tuvmyra.
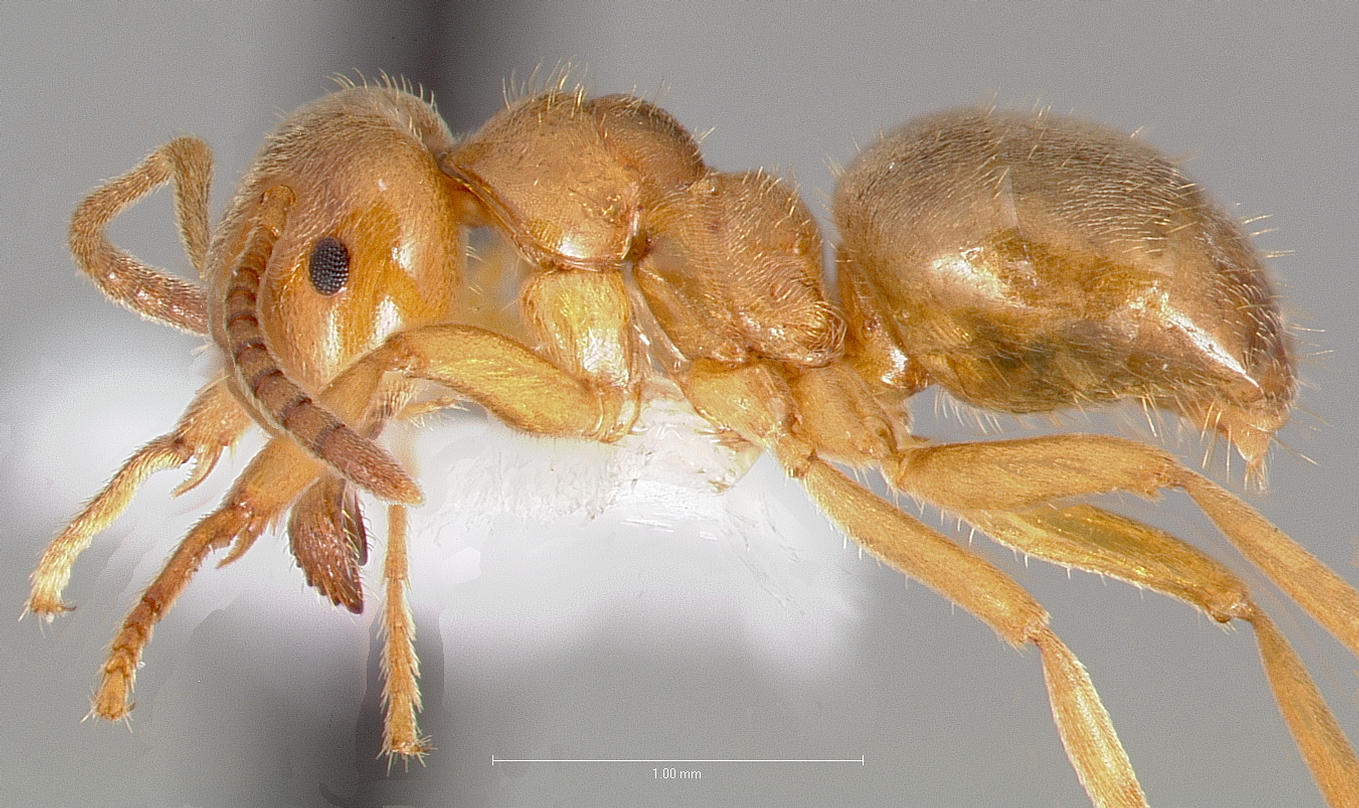
Ängsjordmyra
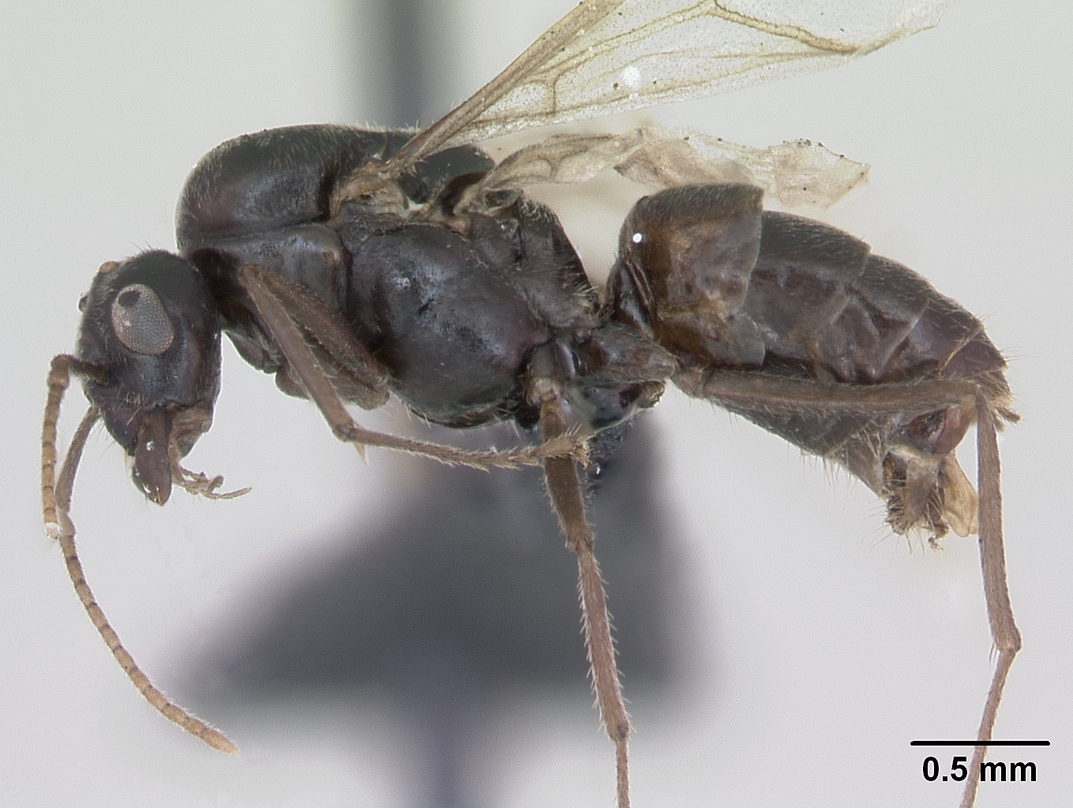
skogsjordmyra